# Josep Franco i Martínez
Josep Franco i Martínez (Sueca, Ribera Baixa, 3 de març del 1955) és un escriptor especialitzat en la literatura històrica i juvenil, mestre i traductor.
Tota la seua producció litarària està escrita en valencià, es considera deixeble de Joan Fuster i va ser regidor de l’Ajuntament de Sueca amb EUPV, partit del qual fon expulsat.

## Obres
Novel·la
- Calidoscopi. València: Eliseu Climent. Edicions Tres i Quatre, 1983
- La molt estranya vida de Pere Milà. València: El Cingle, 1983
- Antropologia parcial. València: Eliseu Climent. Edicions Tres i Quatre, 1986
- Som irrepetibles. València: Gregal, 1987
- Cendres. Alzira: Bromera, 1987
- Aldebaran València: Eliseu Climent. Edicions Tres i Quatre, 1988
- Rapsòdia. València: Eliseu Climent. Edicions Tres i Quatre, 1992
- L'enviat. Alzira: Bromera, 1997
- Les potències de l'ànima. Alzira: Bromera, 1998
- Això és llarg de contar. Alzira: Bromera, 2004
- Cinc cadàvers. Alzira. Bromera, 2016
- La vida és dura. València: Edicions Tres i Quatre, 2017

La santa. Pagès Editors. Lleida, 2017
Narrativa breu
- Pentangle. Cinc exercicis d'estil. Catarroja: Ajuntament de Catarroja, 1983
- Un ull de la cara. Alzira. Fundació Bromera per al Foment de la Lectura, 2006
- Rondalles valencianes. Alzira: Bromera, 2008
- L'amor també mata. 2014

Narrativa infantil i juvenil
- El misteri de l'aigua. València: Gregal, 1985; Barcelona: Columna, 1990.
- L'últim roder. Alzira: Bromera, 1986.
- La sal. Barcelona: Empúries, 1988.
- Ulisses. València: Diputació de València, 1989; Alzira: Bromera, 2000.
- Quatre històries d'animals. Alzira: Bromera, 1992.
- "El Jardí de la Memòria". València, Tabarca, 2013
- Manuscrit de mossèn Gerra. Alzira: Bromera, 1993.
- Anàdia, la ciutat submergida. Alzira: Bromera, 1996.
- 7 parròquies: històries amb nom propi. Andorra: Banca Reig, 2001.
- El mal. Alzira: Bromera, 2002.
- Vent d'Almansa. Alzira: Bromera, 2006.

Crítica literària i assaig
- Catecisme per a agnòstics. València: Eliseu Climent. 3I4, 2006.

Amb Joan Fuster pel país de l'aigua. Barcelona. Publicacions de l'abadia de Montserrat, 2015
Edicions i adaptacions
- Contes d'Andersen. Alzira: Bromera, 2005.
- Tirant lo Blanc, de Joanot Martorell i M. J. de Galba. Alzira: Bromera, 1990.
- L'Albufera de València', de Joan Fuster. Introducció i notes de Josep Franco. Alzira: Bromera, 1993; València: Bromera. Universitat de València, 2007.
- Rondalles valencianes. Alzira: Bromera, 2008.

Catàlegs d'exposicions
- El màgic tanca un cercle. Pintures d'Enric Solbes. Alcoi: Centre Municipal de Cultura, 1985.
- L'ull. Amb J. Lozano i J. Palacios; pintures d'Enric Solbes. Alzira: Ajuntament d'Alzira. Regidoria de Cultura, 1995.
- Walz. Setze seguidilles freudianes precedides d'un sonet musilià amb estrambot nietzista, per celebrar l'arribada d'un audaç riberenc al mateix melic d'Europa. Fotògraf: Francesc Vera. València: Railowsky, 1986.0

Llibres de làmines
- Les ciutats valencianes: guia visual de les nostres terres. Textos: Josep Franco. València: Bancaixa Obra Social, 1998.
- Las ciudades valencianas: guía visual de nuestras tierras. Textos: Josep Franco. València: Bancaixa Obra Social, 1998.
- Valencian Towns. Visual Guide to the Valencian Lands. Textos: Josep Franco. València: Bancaixa Obra Social, 1998.

Llibres de text
- Alimara. Llengua. (Sèrie de llibres de llengua, volums 1, 2 i 4, juntament amb altres autors). Madrid: Santillana, 1992-1993.
- Baladre. Llengua. (Sèrie de llibres de text llengua valenciana i llibre del mestre de 1r fins a 8è d'EGB, juntament amb altres autors). Madrid: Santillana, 1986-1989.
- Cresol. Experiències. (Sèrie de llibre de text i guia didàctica, volums 3, 4, i 5, juntament amb altres autors). Madrid: Santillana. Mangold, 1986-1989.
- Historia de la literatura valenciana. Madrid: Acento, 2002.
- Valencià. (Sèrie de llibres de text i de programació i didàctica, volums 3, 4 i 5, amb J. Ballester i A. Domingo Escrivà). Madrid: SM, 1993-1994.
- Valencià. Llengua i literatura. Batxillerat. (Sèrie de llibres de text i de recursos didàctics, volums 1 i 2). Madrid: SM, 2000-2001.
- Valencià. Llengua i literatura. Secundària. (Sèrie de llibres de text i de recursos didàctics, volums 1, 2, 3 i 4). Madrid: SM, 1996-1999.

## Premis
- Premi de Narrativa Bertomeu Llorens-Premis Vila de Catarroja (1981): Pentangle. Cinc exercicis d'estil[3]
- Premi Ciutat de Cullera (1982): La molt estranya vida de Pere Milà[3]
- Premi Andròmina de narrativa (1983): Calidoscopi[3]
- Premi de la Crítica del País Valencià (1984): Calidoscopi[1][3]
- Premi Tirant lo Blanc (1987): Ulisses[3]
- Premi Ramon Muntaner de literatura juvenil (1988): La sal[1]
- Premis de la Crítica dels Escriptors Valencians (1993): Rapsòdia[3]
- Premis de la Crítica dels Escriptors Valencians (1994): Manuscrit de mossén Gerra[3]
- Premi Enric Valor de novel·la (1996): L'enviat[1]
- Premi de novel·la Ciutat d'Alzira (1997): Les potències de l'ànima[1]
- Premi Laurèdia d'Andorra (2001): 7 parròquies: històries amb nom propi[3]
- Premi de novel·la històrica juvenil Far de Cullera (2006): Vent d'Almansa[1]
- XXXIV Premis Literaris «25 d'Abril» - Vila de Benissa (2014): L'amor també mata[3]
- Premi Andròmina de narrativa (Premis Octubre) 2016: La vida és dura[4]